# Grodzie (powiat szczycieński)
Grodzie (niem. Rosengarten) – kolonia w Polsce położona w województwie warmińsko-mazurskim, w powiecie szczycieńskim, w gminie Rozogi. W latach 1975–1998 miejscowość administracyjnie należała do województwa ostrołęckiego.